# ماکارنا گومس
ماکارنا گومس (اسپانیایی: Macarena Gómez‎؛ زادهٔ ۲ فوریهٔ ۱۹۷۸) بازیگر اهل اسپانیا است.
از فیلم‌ها یا برنامه‌های تلویزیونی که وی در آن نقش داشته است، می‌توان به جادوگران سوگاراموردی، بدن نئونی، خانواده مقدس، کنش، ۲۰ سانتی‌متر، ۳۰ سکه، عکاس ماوتهاوزن، داجون، هولمز و واتسن. روزهای مادرید، آدم‌ربایی و دردسر قریب‌الوقوع اشاره کرد.